# Scorpaena bulacephala
Scorpaena bulacephala behoort tot het geslacht Scorpaena van de familie van schorpioenvissen. Deze soort komt voor in het zuidwesten van de Grote Oceaan met name bij Norfolk en Lord Howe-eiland, in het noorden van de Tasmanzee op diepten tot 86 - 113 m. Zijn lengte bedraagt zo'n 8,8 cm.